# NGC 3164
NGC 3164 este o galaxie spirală situată în constelația Ursa Mare. A fost descoperită în 9 februarie 1831 de către John Herschel.